# ملك الدنمارك المجنون
ملك الدنمارك المجنون هو كتاب من تأليف الكاتب والمسرحي الإيطالي داريو فو، الحائز على جائزة نوبل في الأدب عام 1997.
نُشر الكتاب باللغة العربية عن طريق مركز المحروسة للنشر، ويُعد من الأعمال التي تمزج بين الدراما التاريخية والسخرية السياسية.

## أحداث الرواية
تدور أحداث رواية ملك الدنمارك المجنون للكاتب الإيطالي داريو فو حول حياة الملك كريستيان السابع، الذي حكم الدنمارك في القرن الثامن عشر وكان يعاني من اضطرابات نفسية حادة، أبرزها انفصام الشخصية. تستعرض الرواية صراعًا داخل العائلة المالكة، حيث يستغل طبيب البلاط يوهان فريدريش ستروينسي مرض الملك ليُنفذ إصلاحات جذرية، مثل إلغاء الرقابة وتعزيز التعليم والمساواة، في محاولة لتحديث البلاد. تتشابك في الرواية عناصر العشق والجنون والدسائس والطمع في السلطة، وتُقدَّم الأحداث بأسلوب ساخر ونقدي، مستندة إلى وثائق ومذكرات تاريخية غير منشورة، مما يجعلها رواية تاريخية ذات طابع درامي وسياسي يعيد سرد صفحة مؤثرة من تاريخ الدنمارك.

## شخصيات الرواية
- الملك كريستيان السابع: ملك الدنمارك المصاب باضطرابات نفسية، يمثل محور الرواية، حيث يُستغل مرضه في صراعات السلطة والإصلاحات السياسية.
- يوهان فريدريش ستروينسي: طبيب البلاط الألماني، شخصية محورية تستغل ضعف الملك لتنفيذ إصلاحات جذرية في الدولة، مما يثير الجدل داخل البلاط الملكي.
- الملكة كارولين ماتيلدا: زوجة الملك، تلعب دورًا عاطفيًا وسياسيًا في الرواية، وتُظهر تعاطفًا مع الطبيب ستروينسي، مما يضيف بعدًا دراميًا للعلاقات داخل القصر.
- أعضاء البلاط الملكي: مجموعة من الشخصيات الثانوية التي تمثل القوى المحافظة، وتعارض الإصلاحات، وتدبر المؤامرات لعزل ستروينسي واستعادة السيطر

## اقتباسات من الرواية
"حين يُصاب الملك بالجنون، يصبح العقل جريمة تُعاقب عليها الدولة." – تعكس الصراع بين السلطة والحرية الفكرية في الرواية.
"لم يكن الجنون في رأس الملك وحده، بل في كل من تواطأ على صمته." – نقد مبطن للطبقة الحاكمة التي تستغل مرض الملك.
"أردت أن أداوي جسد الملك، فوجدت نفسي أداوي جراح أمة بأكملها." – على لسان الطبيب ستروينسي، الذي حاول إصلاح الدولة من خلال نفوذه على الملك.
"العرش لا يحتاج إلى عقل، بل إلى من يحرس الجنون فيه." – تعليق ساخر على استغلال مرض الملك كريستيان السابع.
"حين يتكلم الطبيب باسم العقل، يُتهم بالخيانة." – في إشارة إلى الإصلاحات التي حاول ستروينسي تمريرها.
"الملكة لا تبكي على زوجها المجنون، بل على وطنٍ يُدار بالهذيان." – تعبير عن مأساة كارولين ماتيلدا وسط الفوضى السياسية.
"في بلاط الملك، الحقيقة تُخنق بالذهب، والضمير يُنفى خارج الأسوار." – نقد لفساد البلاط الملكي ومقاومته للتغيير.
"أردت أن أداوي الملك، فاتهموني بأنني أريد أن أداوي البلاد." – تلخيص لصراع ستروينسي مع السلطة المحافظة.

"الجنون ليس في رأس الملك وحده، بل في كل من يصفق له." – تعبير عن التواطؤ الجماعي في نظام مختل.

## أسلوب الرواية
يُكتب أسلوب رواية ملك الدنمارك المجنون بأسلوب يجمع بين السرد التاريخي والتحليل السياسي، مع لمسة درامية ساخرة تميز أعمال داريو فو. تعتمد الرواية على وثائق ومذكرات غير منشورة لإعادة بناء وقائع حقيقية من القرن الثامن عشر، وتُقدَّم الأحداث بلغة سلسة تجمع بين التوثيق والخيال، مما يجعلها أقرب إلى التاريخ الحي منها إلى الرواية التقليدية. يوظف الكاتب تقنيات المسرح الشعبي الإيطالي (commedia dell’arte) في السرد، ما يضفي طابعًا نقديًا لاذعًا على الشخصيات والأحداث، ويكشف التناقضات داخل السلطة الملكية، خاصة من خلال شخصية الطبيب ستروينسي الذي يمثل صوت العقل في بلاطٍ تحكمه الفوضى